# Jezero medúz
Jezero medúz (anglicky Jellyfish Lake, oficiální palauský název je Ongeim'l Tketau, doslova „Páté jezero“) je slané jezero nacházející se na východním pobřeží neobydleného ostrova Eil Malk, který patří ke státu Palau. Má rozlohu 5,7 hektaru, vzniklo asi před dvanácti tisíci lety a jeho břehy tvoří vápenec. S Tichým oceánem, který je vzdálený pouze 200 metrů, je spojeno trojicí podzemních tunelů. Teplota vody u povrchu činí okolo 30 °C. 
Jezero je hluboké asi 30 m; jde o meromiktické jezero, v němž je v hloubkách přesahujících patnáct metrů trvale tak nízký obsah kyslíku, že zde mohou přežívat pouze purpurové bakterie. Voda je dosti kalná, viditelnost podle Secchiho desky se pohybuje mezi pěti a osmi metry.
Vznikl zde unikátní izolovaný ekosystém, známý především početnou populací medúz, k nimž patří talířovka ušatá a zlatavě zbarvená varieta druhu Mastigias papua. Ongeim'l Tketau je jednou z největších turistických atrakcí Palauských ostrovů: návštěvníci sledují každodenní migraci medúz po jezeře za světlem a potravou, mohou se také potápět do jeho hlubin. Vzhledem k tomu, že v jezeře nežijí žádní predátoři, zakrněly místním medúzám žahavé buňky a dá se mezi nimi proplouvat bez rizika.
V důsledku klimatického jevu El Niño se zvyšuje salinita jezera a počet medúz výrazně poklesl – odhaduje se, že z osmi milionů na zhruba půl milionu.